# Procesión del Nazareno, Bilbao
La Procesión del Nazareno es una tradición que se celebra el lunes siguiente al Domingo de Ramos en los barrios de Bilbao La Vieja, San Francisco y Zabala de Bilbao. Es considerada una de las cinco procesiones más importantes de la Semana Santa bilbaína.

## Historia
La Real Cofradía de Nuestro Padre Jesús Nazareno,se fundó en el año 1947, gracias a la iniciativa de Víctor Díez Cantera, hijo de Calixto Díez, un popular maestro de las escuelas de Las Cortes. Don Víctor conocía bien la Semana Santa sevillana y quiso trasladar a Bilbao, tanto el fervor religioso como el sentido popular que había presenciado, no solo en las calles sino en los comercios y tabernas sevillanas, donde abundaban las imágenes de sus más característicos cristos y vírgenes, algo que encajaba perfectamente con el castizo barrio de San Francisco. Fijando su sede en la Iglesia de San Francisco de Asis (Quinta Parroquia), la cofradía del Nazareno salió por primera vez en la Semana Santa de 1947. En cuanto a la imagen del Cristo Nazareno, se incorporó un año después, tras ser realizada por el escultor Federico Coullaut Valera, quien llevó a cabo una réplica del Cristo de Medinaceli madrileño, dotado de brazos y manos articuladas para los cambios de túnicas y añadiéndole un cabello natural (donado por la esposa y las hijas de Díez Cantera) que embellece su semblante.
Las mujeres no podían participar en las procesiones, así lo establecía el antiguo Derecho Canónico, si bien la Cofradía fue permisiva y pionera en la incorporación de mujeres. La primera salida procesional del Nazareno fue en la Semana Santa de 1948, sobre unas andas prestadas por la Vera Cruz. La llevaron doce cofrades, y a punto estuvo de caer al suelo debido a su peso. En 1953, ya sobre un paso con ruedas, se celebró la primera procesión del Cristo por las calles del barrio.El recorrido no ha variado mucho desde entonces: salida desde la Quinta Parroquia hacia la calle de San Francisco y puente de Cantalojas para cruzar el barrio chino (conocido como, “La Palanca”, lugar de mayor concentración de clubs de alterne y prostitutas de Bilbao y sin duda el de mayor fervor hacia el Nazareno; a su paso por los locales, era típico que cerraran las puertas y apagaran las luces de neón en señal de respeto).
A mediados de los años 70, tanto los responsables municipales como las autoridades eclesiásticas cuestionaron sus apoyos hacia los recorridos procesionales. La procesión del Nazareno debía comenzar a las once de la noche, teniendo que atravesar la calle de Las Cortes, donde a esas horas había mucha actividad. Sin embargo la respuesta del barrio, incluyendo la totalidad de los clubs, fue mayoritariamente respetuosa. Superados los años de crisis, la década de los 90 se destacó por un resurgimiento de los desfiles procesionales. En 2007, coincidiendo con su sexagésimo aniversario, la Cofradía incorporó una nueva imagen, la de María Magdalena.
La Cofradía del Nazareno no son solo unas personas vestidas con túnicas y capirotes en la Semana Santa. El compromiso va mucho más allá, realizando visitas domiciliarias a personas enfermas o con necesidad de comunicación, haciendo donativos para causas solidarias y hasta llevando el mismísimo Nazareno hasta la Residencia “Conde Aresti”, todos los Jueves Santo por la mañana, algo que agradecen sus devotos y devotas hoy con problemas de movilidad. Y en tiempo navideño, esos mismos residentes reciben regalos.

## Descripción
La popular procesión de "El Nazareno" es una de las cinco más importantes de la Semana Santa Bilbaína. Desde 1953, recorre el lunes santo las calles de los barrios de Bilbao La Vieja, San Francisco y Zabala.Es de las más concurridas y la más esperada de toda la Semana Santa bilbaína. La vecindad recibe el paso del Nazareno con sus balcones engalanados, le cubren la carroza de flores, le besan, le rezan y le suplican, le lloran y a la vez le cantan sus mejores saetas. Todo ello hace que una procesión con un recorrido corto dure bastante.La procesión del Nazareno es considerada un elemento configurador de la identidad del barrio de San Francisco de Bilbao.
El recorrido parte desde la iglesia de San Francisco de Asís y recorre la calle Hurtado de Amézaga, plaza Zabalburu, calle San Francisco, puente Cantalojas, calle Cortes, calle Cantalojas, calle San Francisco, plaza Corazón de María,donde concluye con un encuentro entre María Magdalena, Nuestra Señora de Ramos y del Rosario, de la Cofradía de la Pasión, y Nuestro Padre Jesús Nazareno.
La vecindad adorna con colchas, mantones y mantillas los balcones y se escuchan saetas al paso de la imagen del Cristo de Medinaceli,especialmente, desde el balcón del club El Edén, de parte de figuras como Paco Duque, Pedro Rodríguez, el veterano saetero Vicente Salinas, la convierte en una muestra de devoción realmente emotiva, de cierto aire flamenco. Una expresión sociocultural de la gran población y culturas migrantes que San Francisco viene acogiendo desde principios del pasado siglo.
El paso por la calle Cortes al anochecer ha transformado la procesión del Nazareno en la más tumultuosa y popular de Bilbao. Flores y saetas confieren a esta marcha penitencial un aire de Semana Santa andaluzainesperado en Bilbao.Las saetas han tenido un protagonismo relevante el lunes Santo, ya que es la única procesión bilbaína en la que se pueden escuchar, y también con letras en euskera. Por devoción o por simple curiosidad, la procesión del Nazareno congrega cada año un numeroso público a lo largo de su itinerario.